# Barleria lupulina
Barleria lupulina är en akantusväxtart som beskrevs av John Lindley. Barleria lupulina ingår i släktet Barleria och familjen akantusväxter. Inga underarter finns listade i Catalogue of Life.

## Bildgalleri

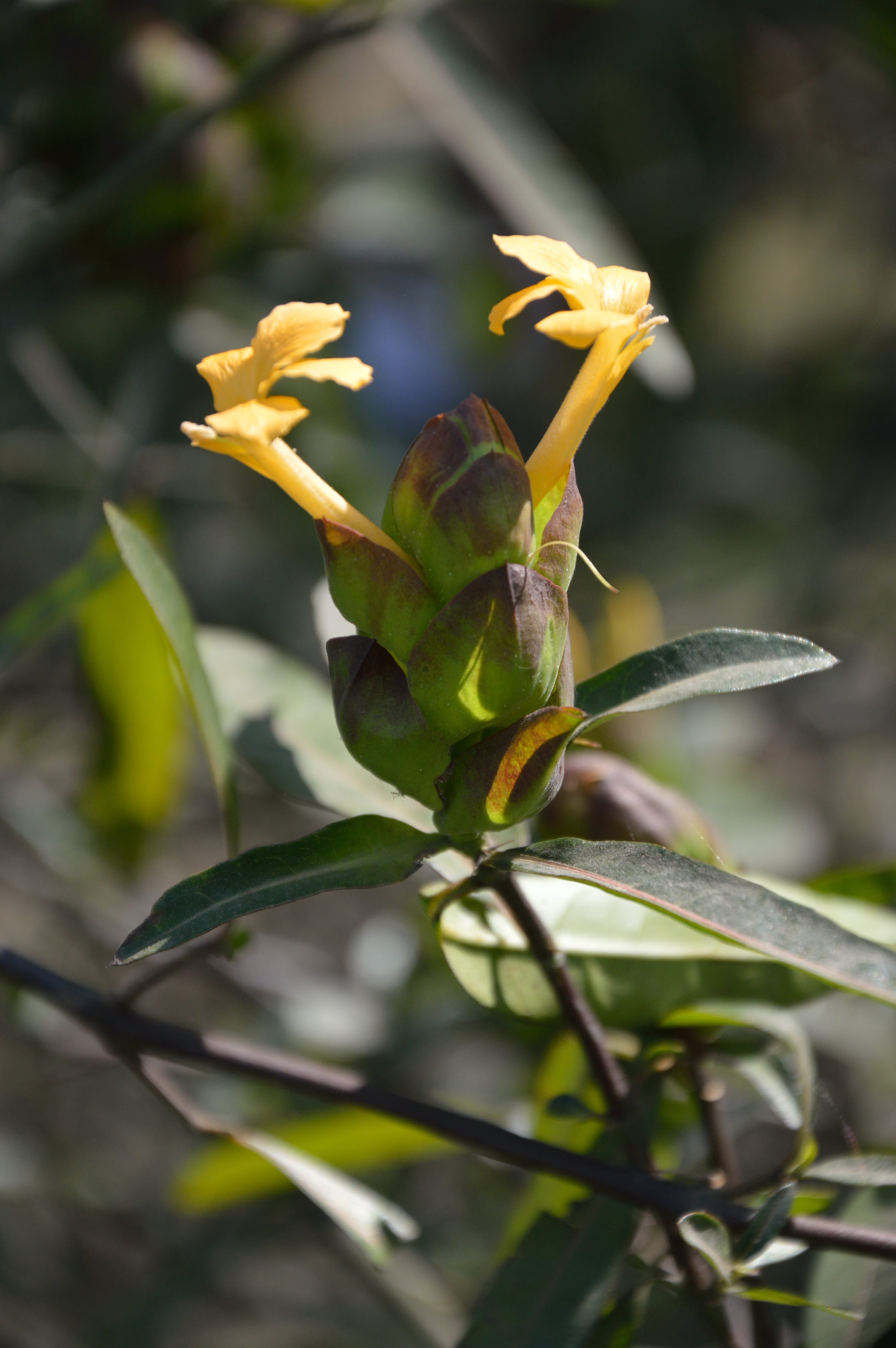
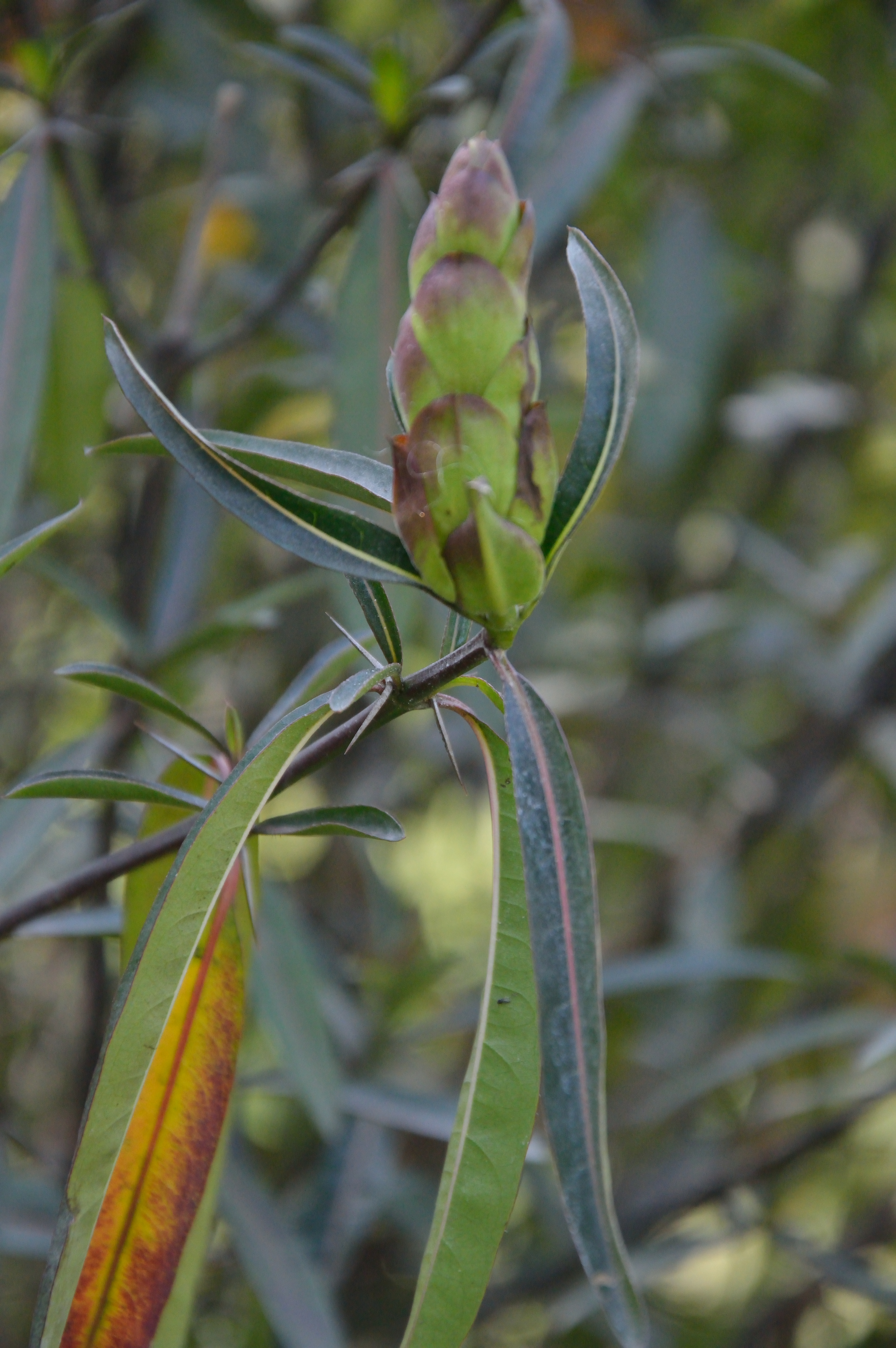
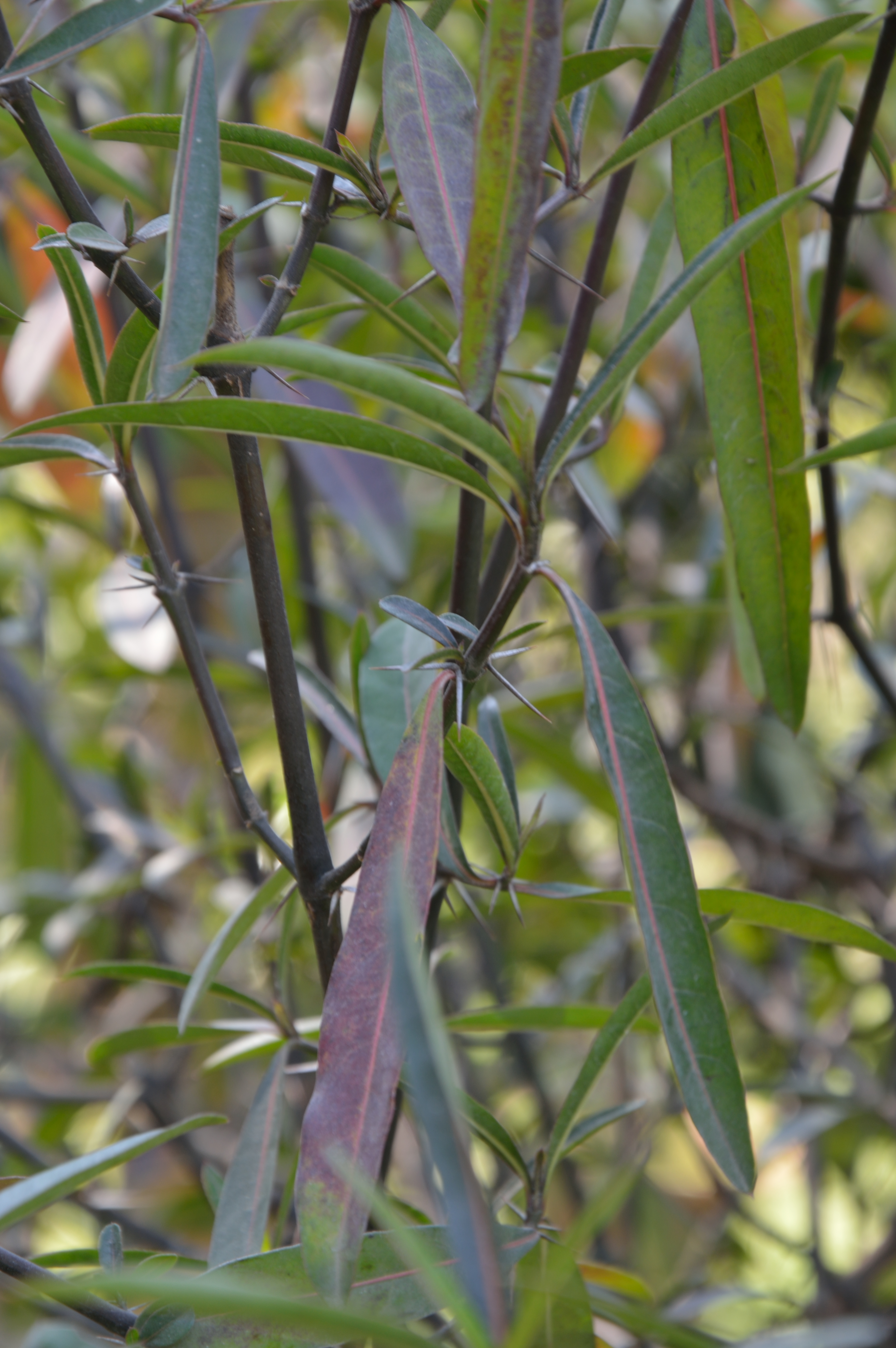
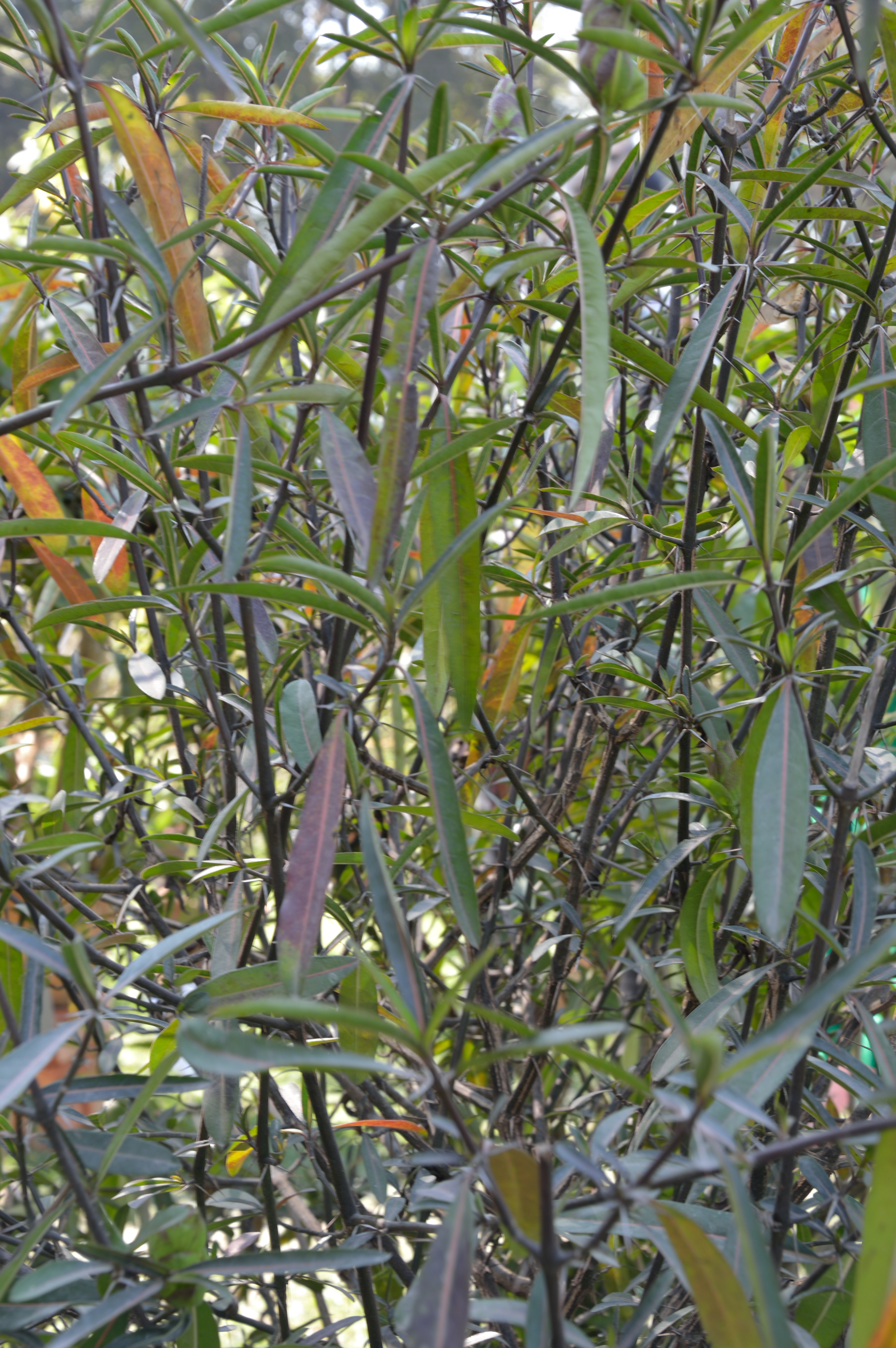
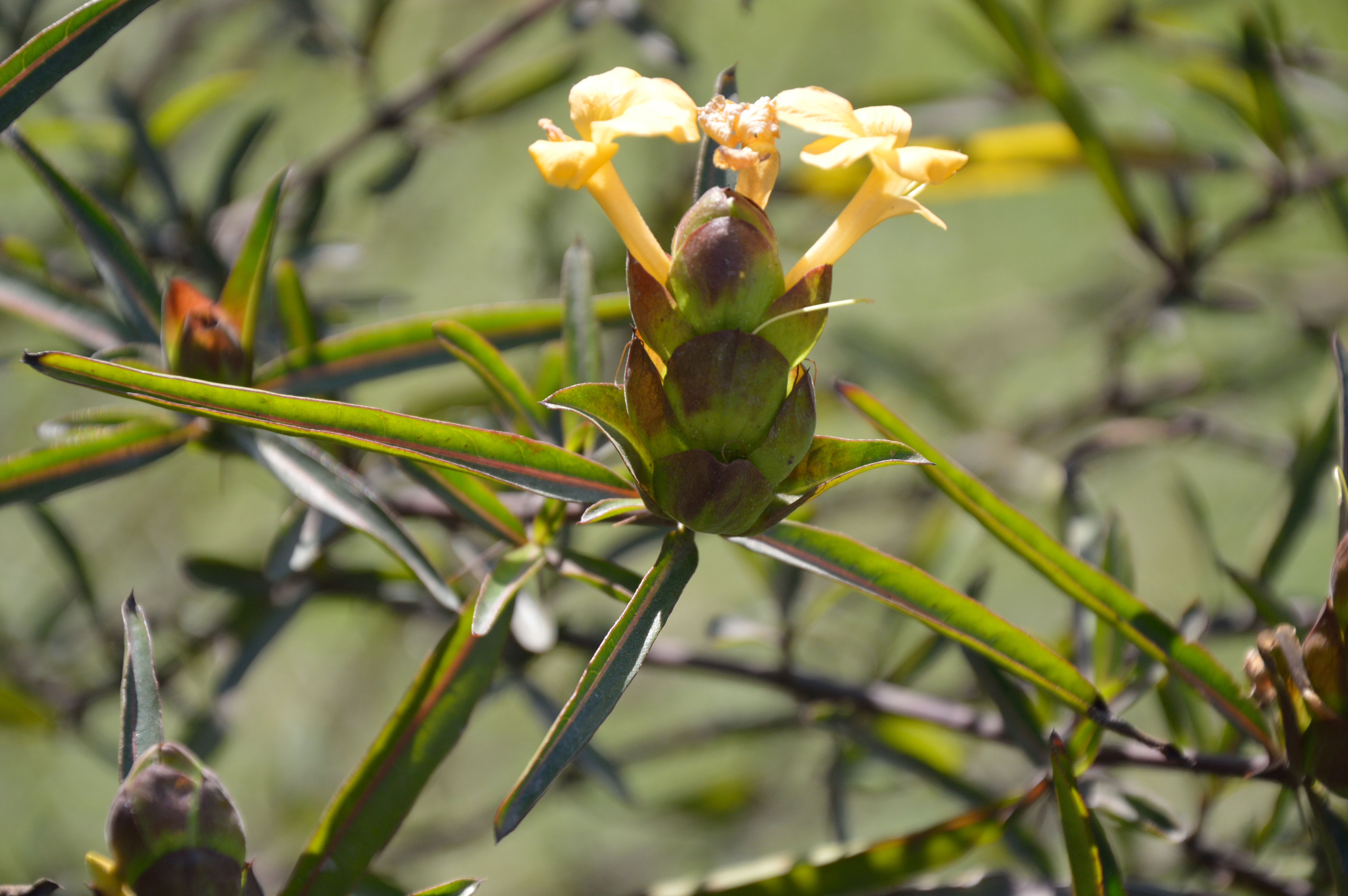
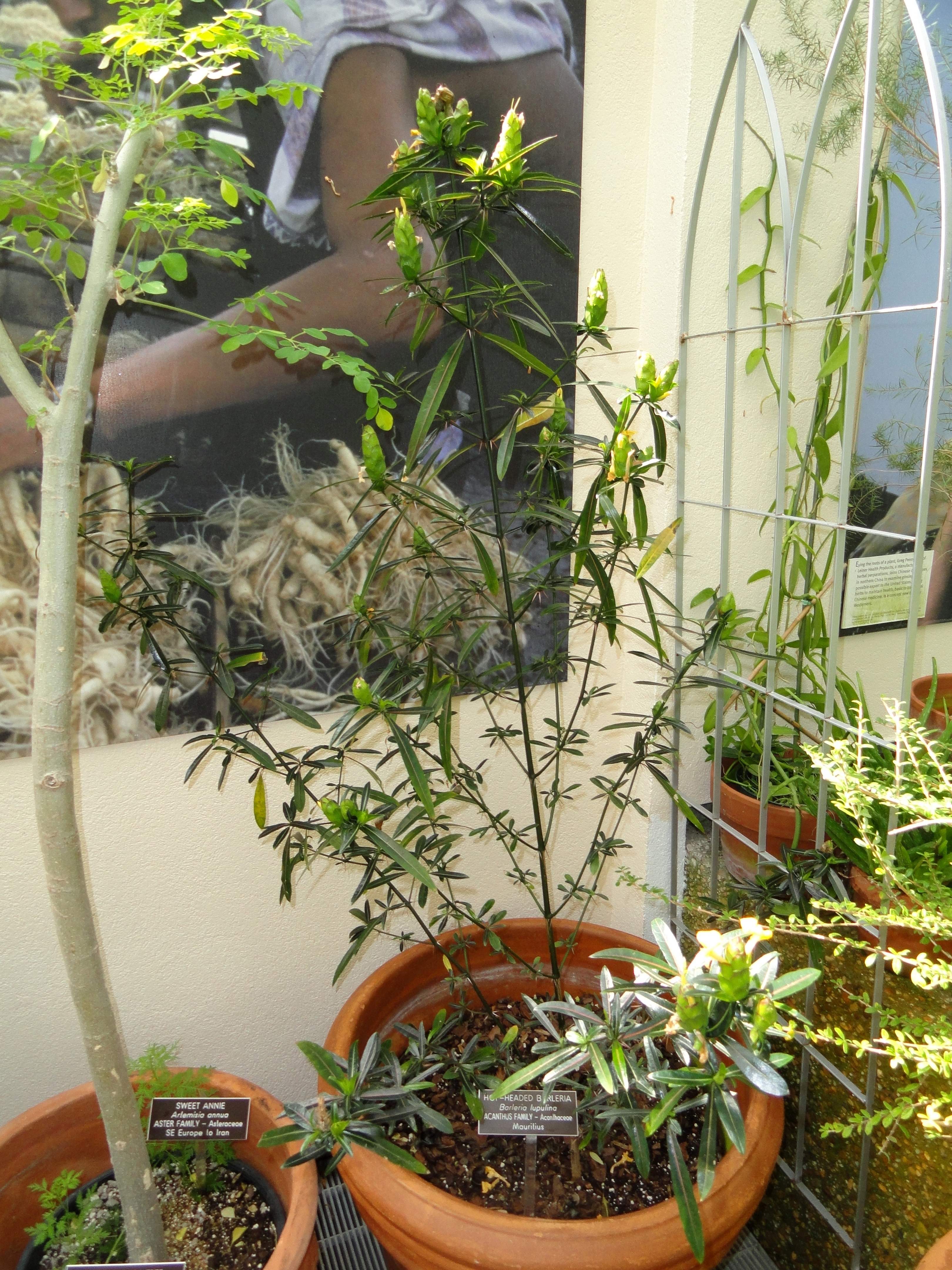